# جعفر بن إدريس الحسني الكتاني
جعفر بن إدريس الحسني الكتاني أبو المواهب (1250-1323. هـ /1834-1905. م) ولد وتوفي بفاس انشغل بعلم الانساب فكان من نسابة عصره، إضافة إلى كونه محدث صوفي. انشغل بالترجمة للعديد من مشاهير أسرته، أئمة وأعلام من القرن الثالث عشر للهجرة.

## مذهبه
هو من فقهاء المالكية.

## أساتذته
تتلمذ على يده العديد من المشائخ منهم:
1. أبو بكر بن الطيب بن كيران
2. عبد الهادي بن التهامي
3. محمد بن حمدون ابن الحاج
4. أحمد المرنيسي
5. محمد بن الطالب بن سودة
6. المهدي بن الطالب
7. محمد بن عبد الرحمن المدغري[3]

## طلابه
1. محمَّد بن جعفر
2. عبد الحي الكتاني[3]

## وفاته
توفي بمدينة فاس في المغرب عن عمر يناهز 77.